# Vasilij Sergejevič Rahmanov
Vasilij Sergejevič Rahmanov (rusko Васи́лий Серге́евич Рахма́нов), ruski general, * 1764, † 1816.
Bil je eden izmed pomembnejših generalov, ki so se borili med Napoleonovo invazijo na Rusijo; posledično je bil njegov portret dodan v Vojaško galerijo Zimskega dvorca.

## Življenje
Šolanje je prejel v Vojaški šoli poljskega plemstva; 6. februarja 1785 je bil kot poročnik premeščen v Tulski pehotni polk. Leta 1788 se je udeležil bojev proti Turkom. Upokojil se je leta 1790. 
Naslednjega leta se je vrnil v vojaško službo in sicer v isti polk. Z njem se je udeležil poljske kampanje leta 1794. 5. junija 1800 je bil povišan v polkovnika za zasluge med nizozemsko kampanjo. 
10. februarja 1803 je bil premeščen v Koljvanski mušketirski polk in 11. junija istega leta je postal polkovni poveljnik. 28. avgusta 1803 je bil povišan v generalmajorja ter bil istočasno imenovan za šefa Nizovskega mušketirskega polka. S polkom se je udeležil vojne proti Francozom v letih 1806-07. 
Udeležil se je še vojne s Švedi (1808-09). Med patriotsko vojno se je izkazal, tako da je bil 11. septembra 1816 povišan v generalporočnika in postal poveljnik 1. brigade 6. pehotne divizije. 